# Coulée de lave de Rubble Creek
Pour les articles homonymes, voir La Barrière.
La coulée de lave de Rubble Creek, en anglais Rubble Creek Lava Flow, est une coulée de lave du Canada située en Colombie-Britannique. Émise par le pic Clinker, un stratovolcan peu proéminent, elle s'est dirigée vers le nord-ouest puis l'ouest en obstruant la vallée glaciaire de la Rubble Creek. En formant un barrage naturel, cette coulée a entraîné la formation du lac Garibaldi en amont mais aussi les deux petits lacs Garibaldi inférieur et Barrier.
Le bord de la coulée faisant face à la vallée de la Rubble Creek se présente sous la forme d'une imposante falaise d'une hauteur d'environ 300 mètres et d'une largeur d'environ deux kilomètres appelée La Barrière, en anglais The Barrier. La zone située aux alentours et notamment en aval de la falaise est considérée comme dangereuse du fait de l'instabilité des formations de lave à l'origine d'un important éboulis.

## Formation
La coulée de lave de Rubble Creek s'est formée depuis le pic Clinker, il y a environ 9 000 ans. Elle s'est déversée dans la vallée de la Rubble Creek. À cette époque, la vallée était occupée par un glacier. La coulée de lave a été arrêtée par la glace ce qui a créé une coulée de glace marginale. Le front de la coulée de lave s'est rafraîchi au contact de la glace et a formé une falaise abrupte, La Barrière, tandis que l'eau retenue derrière le barrage de lave a formé le lac Garibaldi.

## Éboulements
L'instabilité de la coulée de lave a occasionné de nombreux écoulements de lave torrentielle sous la retenue. La plus récente, celle de 1855-1856, a donné son nom au ruisseau qui la traverse le Rubble Creek (en) qui signifie « torrent des Décombres ». Lors de cet épisode, près de 30 000 000 m3 de la formation de lave se sont déplacés vers le bas de la pente.
Le gouvernement provincial a déclaré la zone inhabitable en 1981. Cela a provoqué l'évacuation d'un petit village et le relogement de ses habitants. Si le barrage naturel de lave venait à céder complètement, le lac Garibaldi serait entièrement vidé et les dommages dans les vallées en contrebas seraient considérables jusqu'à Squamish. Cela créerait également une vague dans la baie Howe qui pourrait toucher l'île de Vancouver.

## Galerie

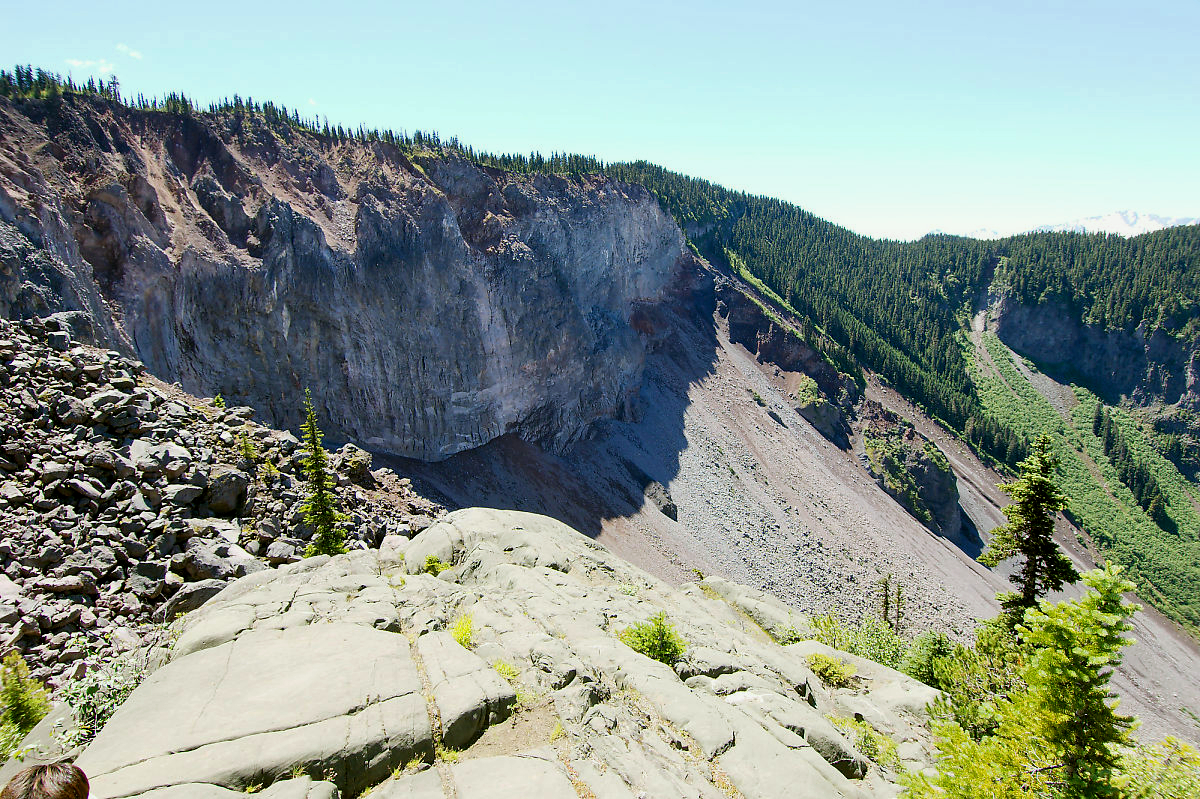
Vue générale de La Barrière
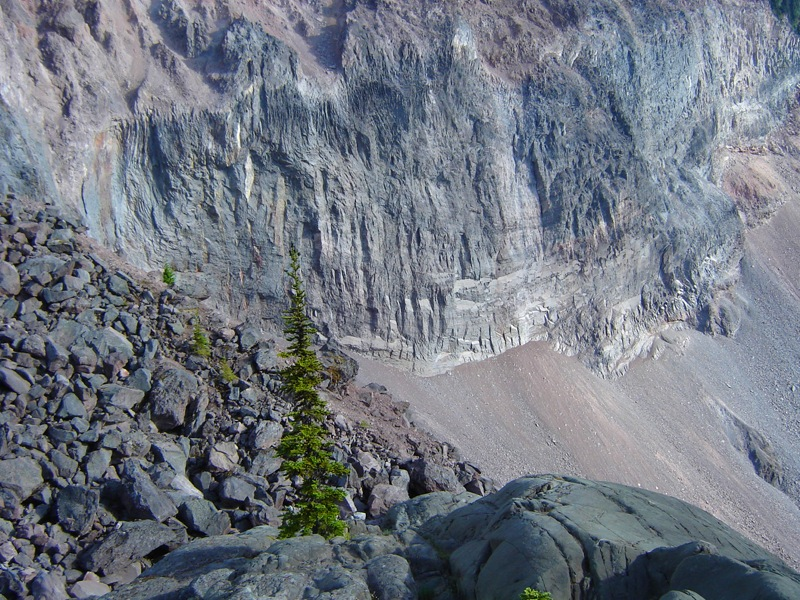
Vue rapprochée de La Barrière

## Référence
- (en) Cet article est partiellement ou en totalité issu de l’article de Wikipédia en anglais intitulé « The Barrier » (voir la liste des auteurs).